# Salma Yaqoob

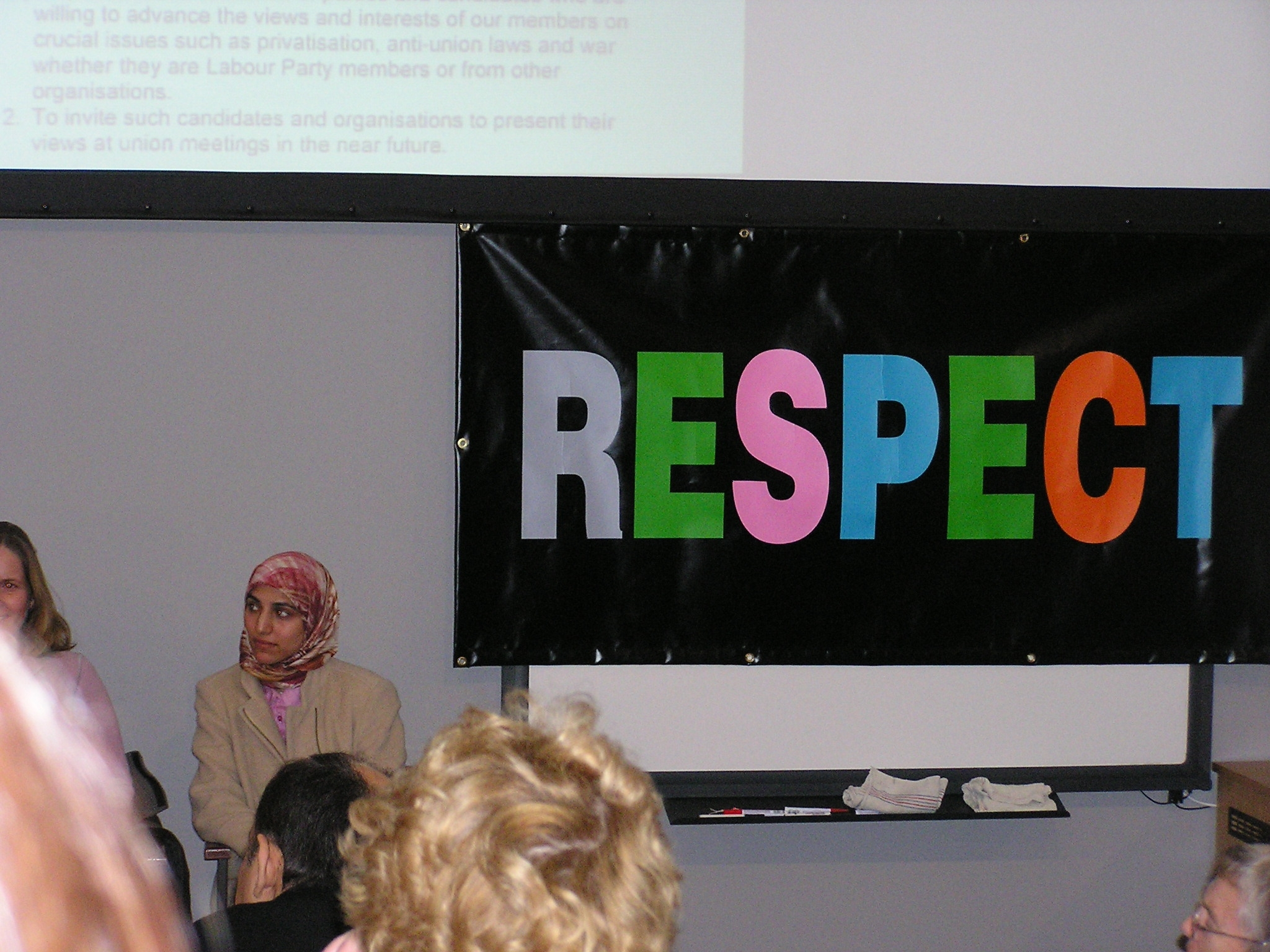
Salma Yaqoob

Salma Yaqoob (ur. 1971 w Bradford, Wielka Brytania) – brytyjska polityk i działaczka społeczna, od sierpnia 2005 przewodnicząca Respect Party (zastąpiła na tym miejscu Linde Smith).
Pochodzi z imigranckiej rodziny która do Wielkiej Brytanii przybyła z Pakistanu. W politykę zaangażowała się w 2001 roku, działalność zaczynała w antywojennym ruchu - Stop the War Coalition. Z zawodu jest psychoterapeutką.